# أكيموتويت
الأكيموتويت هو معدن نادر من معادن السيليكات ((Mg,Fe)SiO3) في مجموعة معادن إلمينيت. وللمعدن بريق زجاجي وهو عديم اللون كما له أثر أبيض إلى عديم اللون. ويتبلور في نظام بلوري ثلاثي في الزمرة الفراغية R3. كما أن له تماثل السيليكون من معدن جيكيلايت (MgTiO3).

## البنية البلورية
تتشابه البنية البلورية لهذا المعدن مع تلك المجودة في الإلمينيت (FeTiO3) مع السيليكون والمغنيسيوم في تنسيق منتظم ثماني السطوح مع الأكسجين. ويتحاذى تنظيم السيليكون والمغنيسيوم ثماني السطوح في طبقات منفصلة تتبادل حتى محور C. وزمرته الفراغية هي R3 (ثلاثي) مع a = 4.7284 Å; c = 13.5591 Å; V = 262.94 Å3; Z = 6.

## الوجود
وُجد الأكيموتويت في أحجار تينهام النيزكية في كوينزلاند، أستراليا. ويُعتقد أنه
تشكل نتيجة لحدث مفاجئ خارج كوكب الأرض. وهو تماثل السيليكون من معدن جيكيلايت (MgTiO3). وقد سُمي على اسم الفيزيائي سيان إيشا أكيموتو (ولد عام 1925)، جامعة طوكيو.
وقد أفادت التقارير عن وجود المعدن في الحجر النيزكي سيكسيانكو في منطقة جاوجانج بـجيانغسو، محافظة تايتشو، بـالصين؛ والنيزك المريخي زاجامي، بـولاية كاستينا، بـنيجيريا ومن النيزك الحجري آمبارجر بـمقاطعة راندال.
ويُعتقد أن الأكيموتويت معدن هام موجود في دثار الأرض في المناطق الأكثر برودة من الدثار مثل مكان دخول اللوح المنخفض في الطبقة السفلى من الدثار. ويُعد الأكيموتويت معدنا متباين الخواص بشكل مرن واقتُرح أنه سبب للتباين الزلزالي في المنطقة الانتقالية السفلى والدثار السفلي الأعلى.